# باودینارد-سور-وردون
باودینارد-سور-وردون (به فرانسوی: Baudinard-sur-Verdon) یک کمون (فرانسه) در فرانسه است که در canton of Aups واقع شده‌است. باودینارد-سور-وردون ۲۱٫۹۷ کیلومتر مربع مساحت دارد ۶۵۰ متر بالاتر از سطح دریا واقع شده‌است.